# Kalské údolí
Kalské údolí je přírodní památka poblíž vsi Kal a obce Borek v okrese Jičín. Poprvé byla vyhlášena k 1. únoru 1999 nařízením Okresního úřadu Jičín č. 2/1999, znovu 9. dubna 2013 (nařízením Rady Královéhradeckého kraje č. 2/2013, které ruší předchozí vyhlášení). Oblast spravuje Agentura ochrany přírody a krajiny ČR. Důvodem ochrany je přirozený tok Bystřice s břehovými porosty a vlhkomilnými loukami s výskytem ohrožených a chráněných druhů rostlin a živočichů.

## Galerie

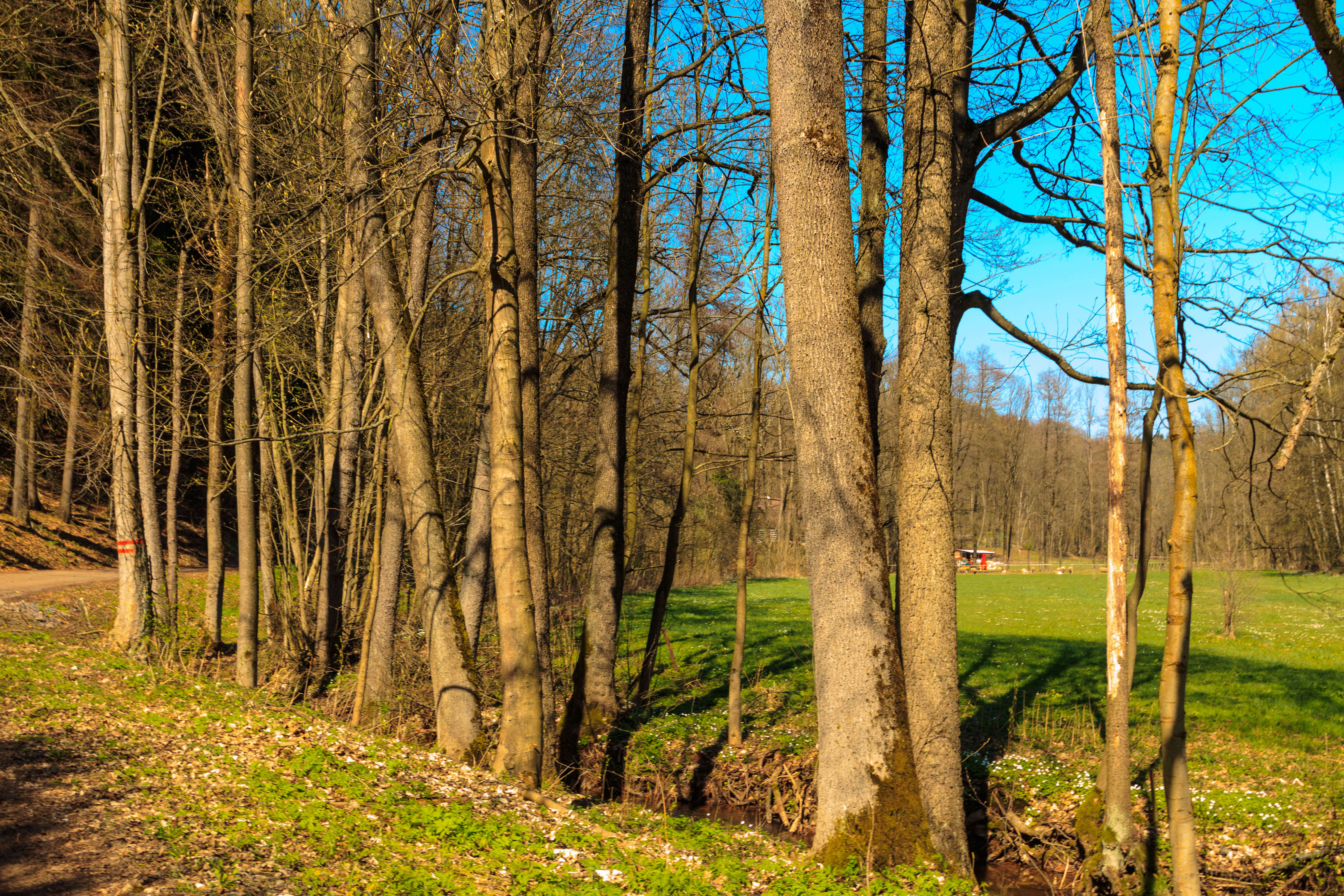
Přírodní památka Kalské údolí
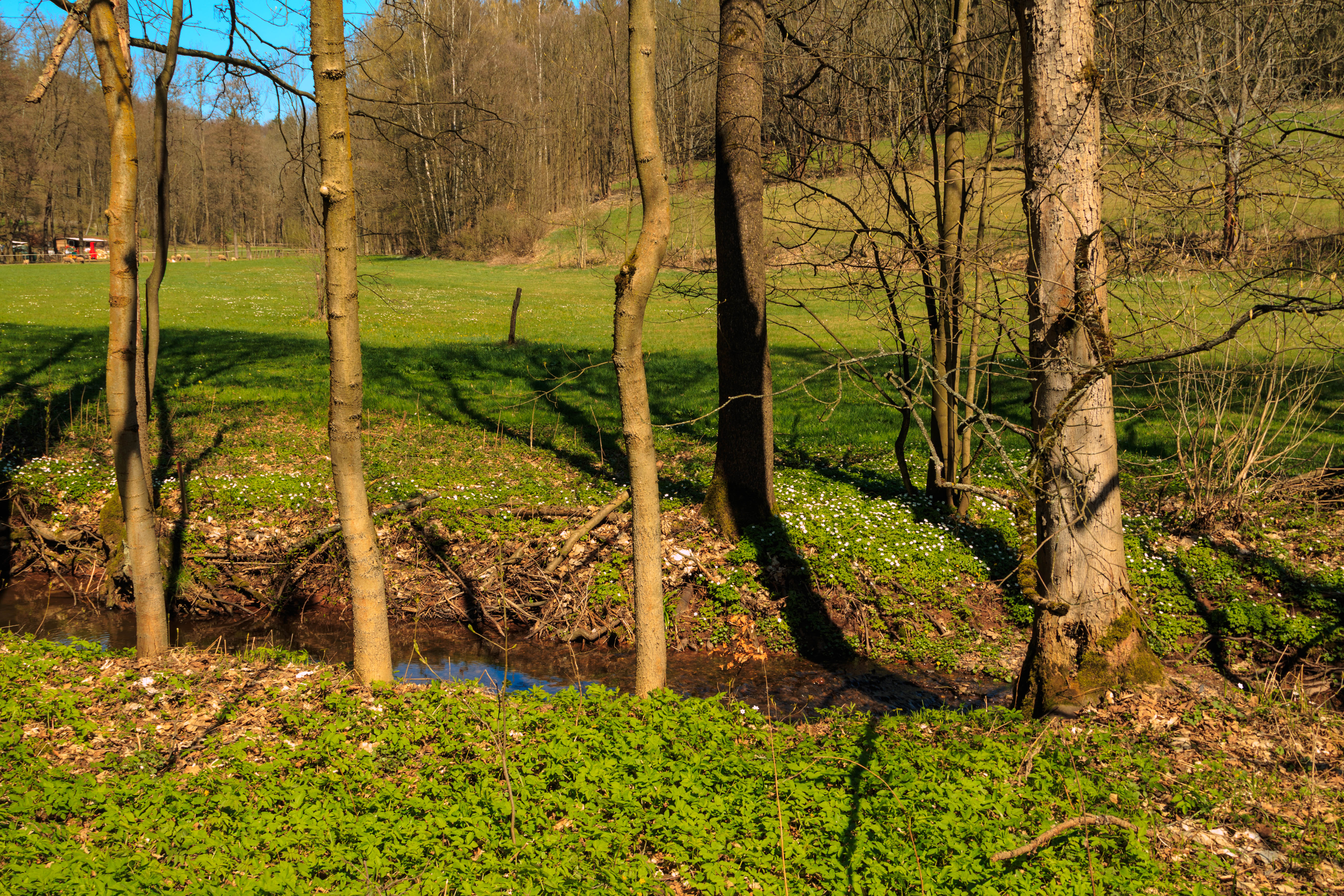
Přírodní památka Kalské údolí
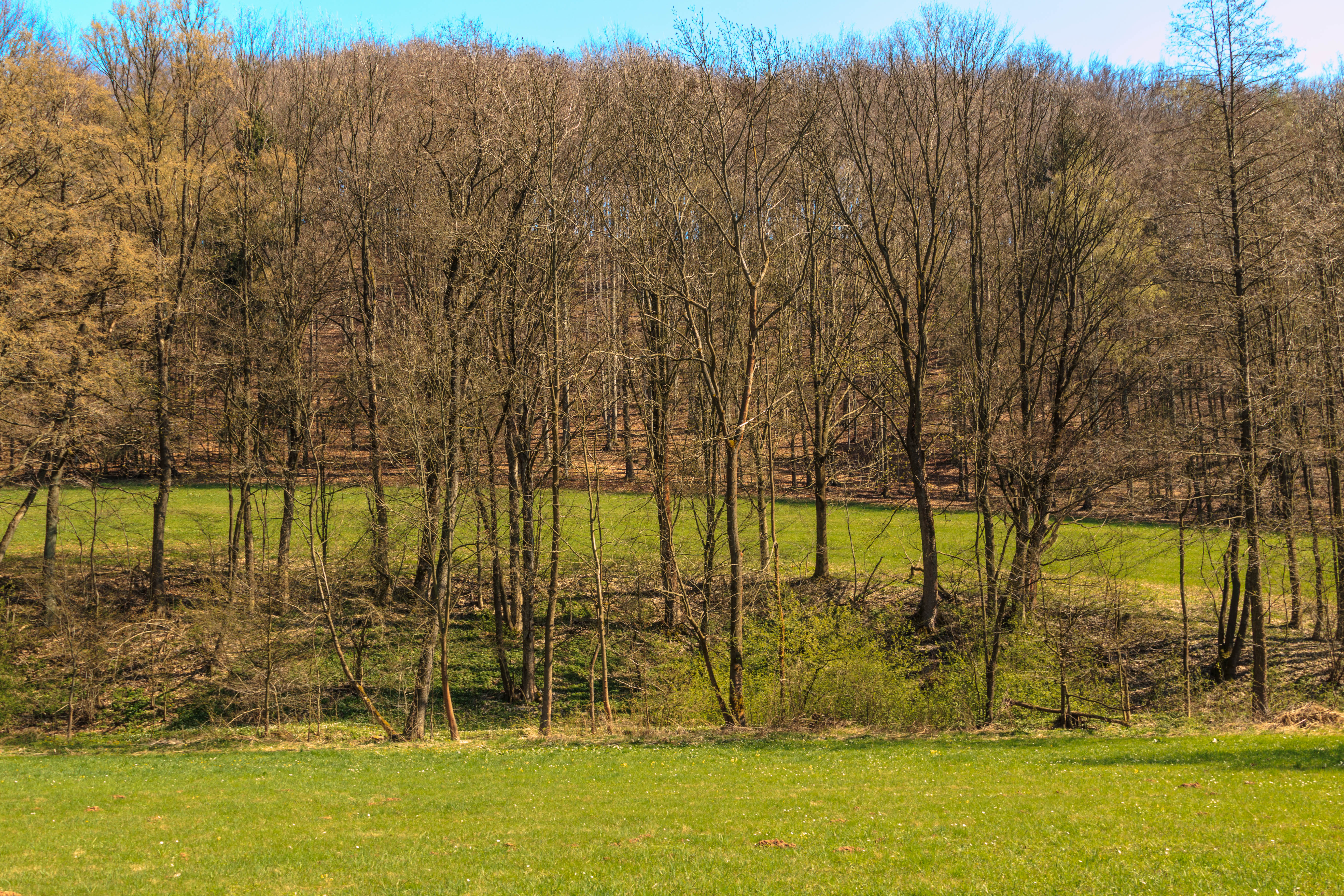
Přírodní památka Kalské údolí
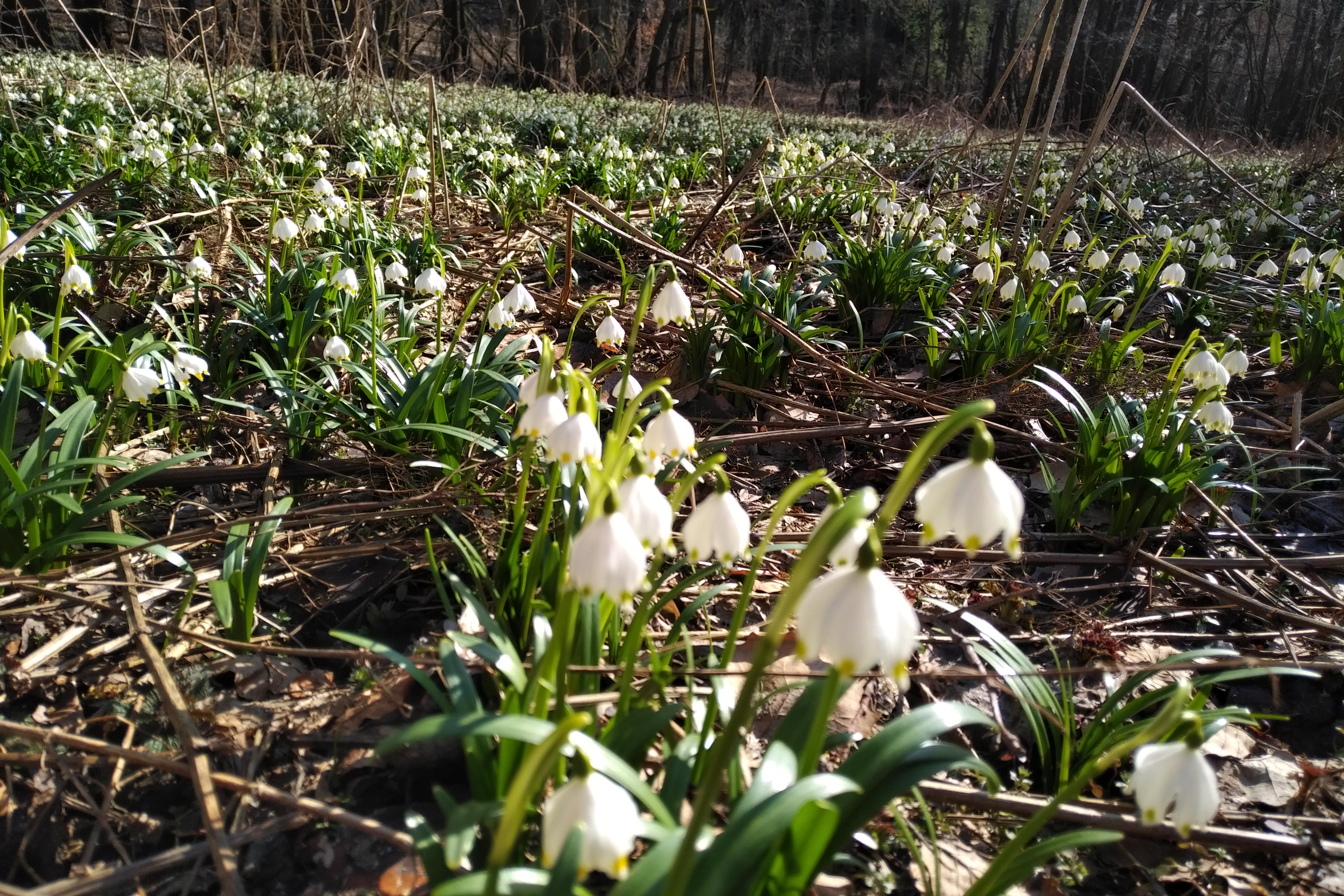
Bledule jarní v Kalském údolí